# Gaussia gadusae
Gaussia gadusae is een eenoogkreeftjessoort uit de familie van de Metridinidae. De wetenschappelijke naam van de soort is voor het eerst geldig gepubliceerd in 2004 door Sarkar.